# Apocalipsis 17
Apocalipsis 17 es el decimoséptimo capítulo del Libro del Apocalipsis o Apocalipsis a Juan en el Nuevo Testamento de la  Biblia cristiana. El libro se atribuye tradicionalmente a Juan el Apóstol, pero la identidad del autor sigue siendo un punto de debate académico. Este capítulo describe el juicio de la Ramera de Babilonia («Babilonia la ramera»).

## Texto
El texto original fue escrito en griego koiné. Este capítulo está dividido en 18 Versículos.

### Testigos textuales
Algunos manuscritos antiguos que contienen el texto de este capítulo son, entre otros:.
- Papiro 47 (siglo III; existen los Versículos 1-2)
- Codex Sinaiticus (330-360)
- Codex Alexandrinus (400-440)

### Versículo 5

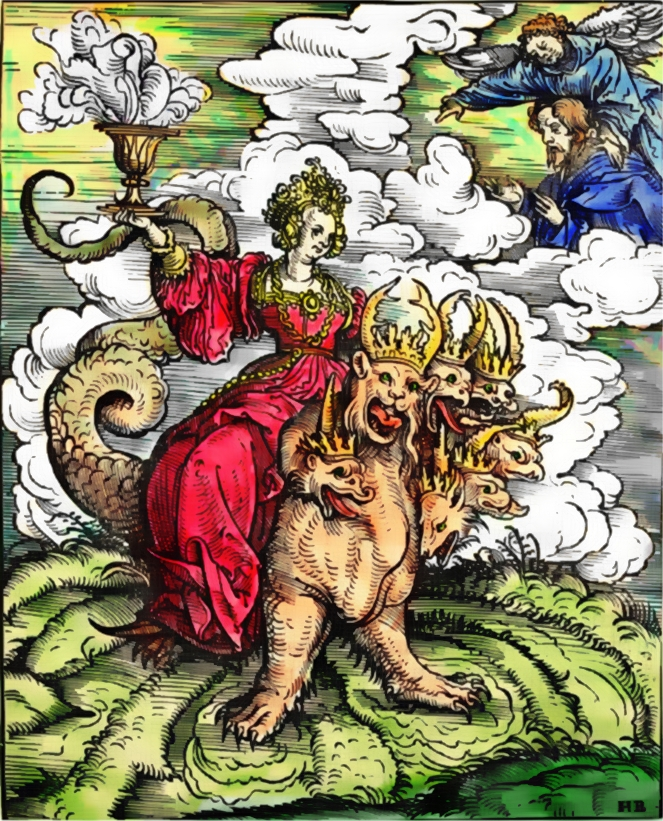
Xilografía de 1523 de Hans Burgkmair, para la traducción del Nuevo Testamento de Martín Lutero, que representa a la Ramera de Babilonia montada en la Bestia de siete cabezas (una copia coloreada a mano)